# Метоу
Метоу (на английски: Methow) е северноамериканско индианско племе, което преди контакта с евроамериканците живее в щата Вашингтон в басейна на река Метоу в 10 села. Говорят диалект на езика Оканоган – Колвил на клона Вътрешни салиши на Салишкото езиково семейство. През 1806 г. Луис и Кларк срещат племето „мецоуи“ (метоу) на северния бряг на Колумбия, на няколко мили над устието на река Джон Дей. Днес техните потомци са част от Конфедеративните племена на резервата Колвил.

## Име
Името им идва от името на Метоу Вали, на техния език Миткхау или Спадлмулекхуокху – хората от Метоу Вали. В записките на Александър Рос са споменати като Мийт-уо.

## Култура
Културата им и начин на живот са като на останалите салишки племена в средната част на река Колумбия. Изхранват се предимно с риболов като допълват храната си с лов и събиране на диви растителни храни. Основното животно, което ловуват е елена
Традиционно жилище е землянката (pit house) използвано през цялата година. В селото има още менструална къща за жените и колиба за потене. При лов и пътуване използват временни колиби от пръти покрити с рогозки от папур или кожени типита. Традиционното облекло варира според сезона. През лятото мъжете ходят почти голи, само по набедреник или парче кора над слабините. Жените носят рокля тип пончо. През зимата мъжете обличат допълнително риза, гамаши, а на краката си обуват сандали от дървесно лико или кожени мокасини. И двата пола използват също кожени шапки и наметала. По-късно възприемат прерийният стил на обличане. Украшенията от пера типични за равнините също започват да се използват.
Основа социална единица е селото, населявано от едно или повече свързани семейства. Типичното за Платото зимно село е постоянна и ефективна политическа единица. Хората редовно се движат между зимното село и сезонните лагери за лов, риболов и събирането на корени камас. Всяко село има водач (вожд), който наследява позицията си по мъжка линия. Жените от лидерските семейства също се ползват с висок ранг, както и жените и дъщерите на вождовете. Големите села имат главен вожд и второстепенни вождове, които подпомагат главния вожд при решаването на спорове и взимането на решения.
Религиозните им вярвания са центрирани около индивидуалното взаимодействие с духовете-помощници. По време на пубертета момчетата и много от момичетата трябва да се сдобият с дух-помощник, преминавайки през ритуала за Търсене на видение. Според вярванията им всичко в природата притежава по-голяма или по-малка духовна сила.